# Dan Koehl

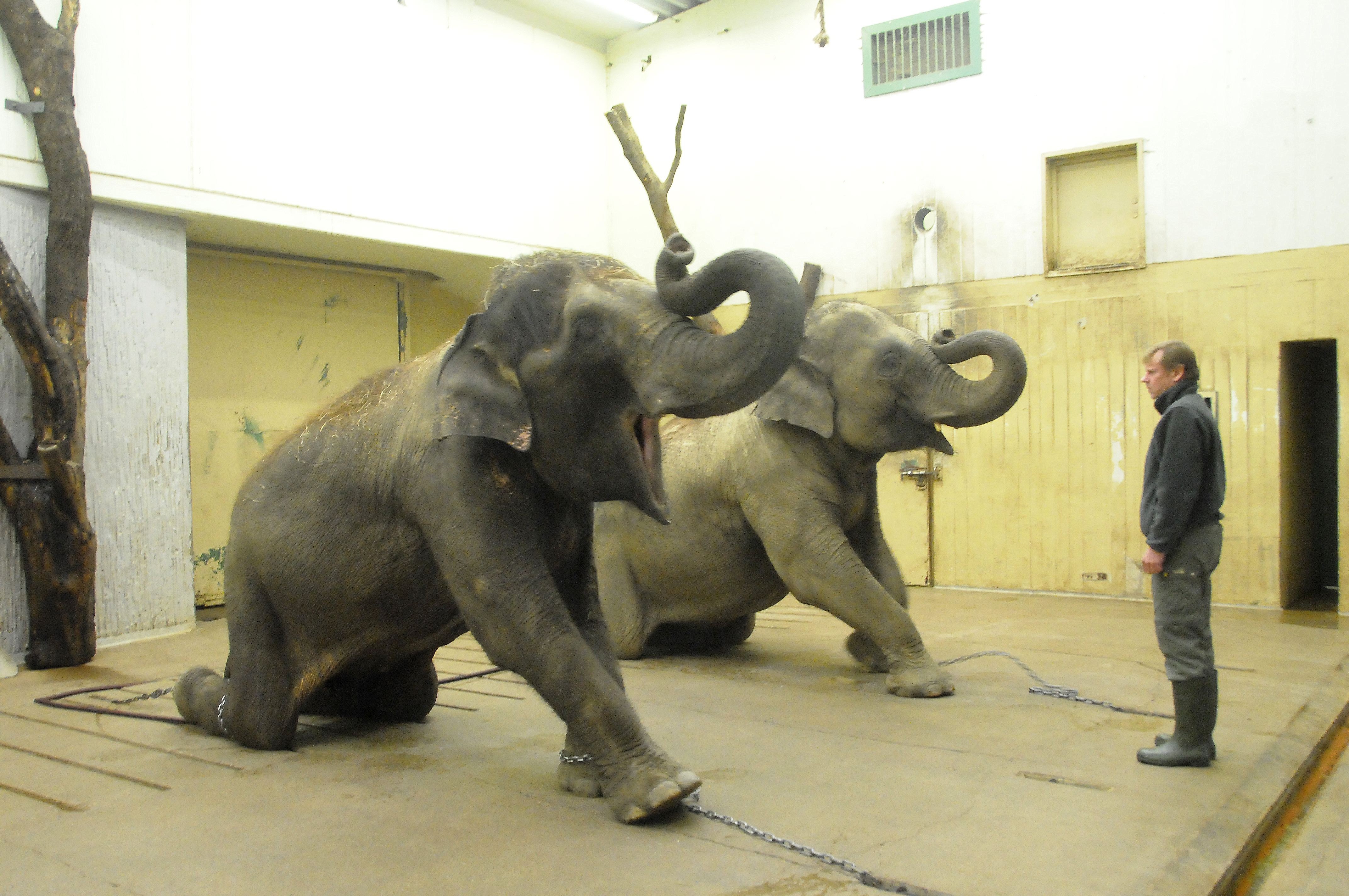
Olifanten trainer Dan Koehl met Saonoi en Bua, Olifanten van Carl Gustaf XVI van Zweden, in Dierentuin Kolmården 2008

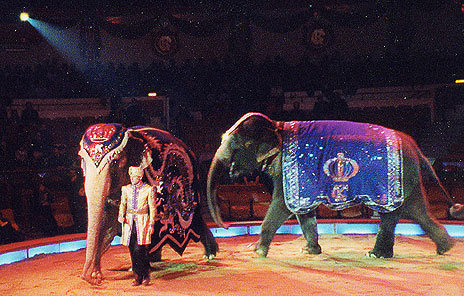
Olifanten Stalmeester van Circus Krone Dan Koehl, met Olifanten Bara en Delhi, in de Kronebau in München, 2001

Dan Albert John Koehl (28 oktober 1959) is een Frans-Zweedse dierentuinmedewerker, olifantentrainer, stalmeester, adviseur en programmeur.
Als oprichter van de Olifant Encyclopedie Elephant Encyclopedia werd hij beschreven als ‘een van Europa’s meest erkende experts van olifanten’.

## Jeugd
Dan Koehl is geboren op 28 oktober 1959 in Stockholm, Zweden. Hij groeide op in California, VS, en op Östermalm in Stockholm. Hij studeerde dierentuinmedewerker op Enskede guards gymnasium. Naast aanvullende studies op Stockholm University en Calle Flygare Teaterskola, startte Koehl zijn carrière als schaapherder van de "Koninklijke Schaapskudde" op Ladugårdsgärdet op Djurgården in Stockholm, alvorens hij naar Sri Lanka, India, ging om daar stage te gaan lopen als mahout, en Praktikum met gedresseerde olifanten in Zoo Hannover en Tierpark Hagenbeck, met Opleiding van olifantentrainer Karl Kock.

## Carrière
Vanaf eind jaren ‘70 heeft Koehl gewerkt in dierentuinen, circussen en grote ranches als hoofd van de olifanten, stalmeester en is tevens als consultant ingehuurd door diezelfde instanties. Europese standplaatsen waar hij gewerkt heeft zijn Skansen, Cirkus Scott, Boras Wildlife Park, Tiergarten Schönbrunn, Zoo Dresden, Zoolandia, Parco Natura Viva, Dierentuin Kolmården, Circus Krone, Tiergarten Walding, Karlsruhe Zoo en Zoo Praag. Toen hij in Skansen werkzaam was, was het de bedoeling dat 2 olifanten aldaar, Nika en Shiva, verhuisd zouden worden naar inferieure levensomstandigheden. Koehl heeft gefigureerd in een campagne die het nationale debat aangezwengeld heeft over ‘Zweden’s geliefde olifanten’. En ondanks Cynthia Moss’ verhaal in ‘Elephant Memories’ over deze olifanten ‘onder de best verzorgde en gelukkige dieren die ik heb gezien in gevangenschap. Na veel controverse werden de olifanten uit Skansen toch verscheept naar Cricket St Thomas Zoo, Engeland, en zijn ze beide voortijdig overleden.
Op Kolmarden Wildlife Park werd Koehl aangesteld als Koninklijk hoofdverzorger van de olifanten Boa en Saonoi, die werden gedoneerd aan koning Carl Gustaf XVI van Zweden door koning Bhumobol Adulyadej, Rama IX van Thailand.
In de jaren 90 is hij op diverse locaties werkzaam geweest, Elephant Experience Sondolani Game Lodge in Zimbabwe, Pinnawala Elephant Orphanage in Sri Lanka, Airavata Elephant Foundation en Compagnie des Elephants d’Angkor in Cambodja.
Dan Koehl heeft bijgedragen aan veel verschillende dieren en zorg voor dieren in het wild. Hij heeft eveneens vaak samengewerkt met stichtingen die voor het behoud van wilde dieren zijn, speciaal met een relatie naar olifanten. Hier is de Pinnawala Elephant Orphanage, waar ze Aziatische olifanten met oorlogstrauma behandelen, een voorbeeld van.
Als plaatsvervangend Excutive Secretary for European Elephant Keepers and Managers Association (EEKMA) in de periode van 1998-2008, heeft hij mede de Elephant management safety guidelines(2000) gemaakt, en Voorzitter in de Koepelorganisatie voor De Zweedse Bond voor Aquariumhouders (SARF).

## Elephant Encyclopedia
Parallel aan lesgeven in dierentuinbeheer heeft Dan Koehl zoölogisch onderzoek uitgevoerd met de Elephant Encyclopedia sinds 1995, en geschreven van Koehl in PHP sinds 2006 met relationele database MySQL. Dit is nu de meest uitgebreide onderzoeksdatabase van individuele olifanten. Deze database wordt aangehaald door journalisten, organisaties en in wetenschappelijke studies, met name speelde het een rol bij olifant endotheliotroop herpesvirus en bij de ontwikkeling van kanker onderdrukking.